# CIEL
CIEL（シエル）は、日本の歌手、リアルとバーチャルを行き来する越境型フィメールシンガー。
KAMITSUBAKI STUDIO所属。

## 概要
2019年に行われたKAMITSUBAKI STUDIOのオーディション「神椿市異住定獣課」において見出され、その後『映画大好きポンポさん』の主題歌「窓を開けて」でデビューを果たす。

## 来歴
- 2021年
  - 5月1日、Youtubeチャンネル内番組『花達と椿と君。』で新たなバーチャルアーティストとして姿を見せる。その後、自身のチャンネルで初めて動画を投稿する[3]。
  - 5月8日、自身のチャンネルにて、楽曲カバーを投稿し始める。初投稿の『明けない夜のリリィ』は10万再生を突破している。[4]。
  - 6月4日に公開された「映画大好きポンポさん」の主題歌「窓を開けて」を担当。[5]

- 2025年
  - 6月13日、X(旧Twitter)で活動再開を発表。さらに8月14日にIBAで「CIEL展」の開催を発表。[6]

## ディスコグラフィ

### シングル
| リリース日    | タイトル     |
| ------------- | ------------ |
| 2021年6月4日  | 窓を開けて   |
| 2021年9月15日 | 眼裏の懐疑   |
| 2022年3月30日 | 馥郁の街     |
| 2022年7月6日  | 少年漫画     |
| 2023年3月1日  | 空より       |
| 2023年4月12日 | 生活に落ちる |
| 2023年12月6日 | うわのそら   |

### 参加作品
| リリース日     | アルバム                                                            | タイトル                                  |
| -------------- | ------------------------------------------------------------------- | ----------------------------------------- |
| 2021年6月4日   | 映画大好きポンポさん オリジナルサウンドトラック                     | 窓を開けて                                |
| 2021年10月20日 | KAMITSUBAKI x Monark Collaboration Album「Awake」                   | 君の望み、君の願い                        |
| 2021年12月21日 | Memories KAMITSUBAKI CITY UNDER CONSTRUCTION THEME SONGS COLLECTION | 君と見た色彩                              |
| 2022年11月23日 | Singularity Live                                                    | 君の望み、君の願い (Live) 少年漫画 (Live) |
| 2022月12年30日 | KAMITSUBAKI STUDIO SAMPLER Vol. 1                                   | 少年漫画                                  |
| 2023年12月30日 | KAMITSUBAKI LABEL SAMPLER Vol. 1                                    | 空より                                    |

## 出演

### 単独出演
- CIEL LIVE SHOWCASE at VRChat （2023年11月25日） - VRChat
- SINKA LIVE SERIES ANOTHER STORY #01 CIEL 1st VIRTUAL LIVE「空想劇-神椿市伍番街-」 （2024年5月18日） - VRChat

### ゲスト・オープニングアクト出演
- 理芽×ヰ世界情緒 TWO-MAN LIVE「Singularity Live」（2022年7月17日） - オンライン配信
- 幸祜 ストリーミングカバーライブ「あられライブ2」（2022年10月9日） - オンライン配信
- 春猿火×幸祜 TWO-MAN LIVE「Singularity Live 2」（2022年11月6日） - オンライン配信
- 花譜 3rd ONE-LIVE「不可解参(想)」（2023年3月4日） - オンライン配信
- KAMITSUBAKI FES ‘23 ＜DAY1-シンギュラリティーのひ＞ （2023年3月30日） - 豊洲PIT
- KAMITSUBAKI FES ‘23 ＜DAY2-カオスのひ＞ （2023年3月31日） - 豊洲PIT
- ヰ世界情緒 2nd ONE-MAN LIVE「Anima Ⅱ -神椿市参番街-」（2023年6月18日） - オンライン配信
- V.W.P 2nd ONE-MAN LIVE「現象Ⅱ」 （2024年1月13日） - 代々木第一体育館

### ゲーム
- 神椿市建設中。（2025年、彩季詩得）